# 1953 في النمسا
فيما يلي قوائم الأحداث التي وقعت خلال عام 1953 في النمسا.

## سياسة

### تعيين في المنصب
- 26 نوفمبر – ليوبولد فيغل وزير خارجية النمسا [الإنجليزية]‏.

### انتهاء فترة المنصب
- 1 يناير – ألفونس غورباخ Third President of the National Council of Austria ‏.

## كتب
من الكتب التي صدرت هذه السنة في النمسا:
- 1 يناير – تحقيقات فلسفية من تأليف لودفيغ فيتغنشتاين.

## مواليد

### يناير
- 14 يناير – فولفغانغ بوك ممثل نمساوي.
- 23 يناير – إريش أوبرماير لاعب كرة قدم نمساوي.

### فبراير
- 4 فبراير – أولريكه لينجله
- 14 فبراير – هانس كرانكل لاعب كرة قدم نمساوي.

### أغسطس
- 16 أغسطس – جورج فريدريك هاس ملحن نمساوي.

### نوفمبر
- 1 نوفمبر – إيفا ماريا فايبل

## وفيات

### يناير
- 30 يناير – إرنست أوغسطس دوق برونزويك (مواليد 1887)

### سبتمبر
- 17 سبتمبر – فريتز كولراوش (مواليد 1884) فيزيائي نمساوي.